# ليس لعصابتنا فرع آخر (فلم)
ليس لعصابتنا فرع آخر هو فيلم مصري من إخراج كمال عطية وبطولة سمير غانم، إيمان، سيد زيان، هالة فاخر ودلال عبد العزيز، صدر الفيلم في 2 يوليو 1990.

## نبذه
يخترع (عباس) حلوى يشيع بين أهالى الحي الذي يقيم فيه أنها تقوي الجسم وتشفي من الأمراض، ويتهافت عليه الناس ليحقق مالًا يمكنه من الزواج من محبوبته (نظيرة) مما يثير غضب الممرضة (رئيسة) التي تحب عباس، وتنتقم منه بإبلاغ الشرطة بوجود حالات تسمم أثر تناول الحلوى التي اخترعها عباس.

## طاقم العمل
- سمير غانم بدور عباس النمر
- إيمان بدور نظيمة هانم البحراوي
- سيد زيان بدور عجمي
- هالة فاخر بدور عطيات
- دلال عبد العزيز بدور رئيسة الممرضة

## وصلات خارجية
- مقالات تستعمل روابط فنية بلا صلة مع ويكي بيانات